# Mullo
Mullo ist in der Keltischen Mythologie der Name einer gallischen Gottheit, die in Frankreich bezeugt wird.

## Mythologie und Etymologie
Mullo wird als Heilgottheit, besonders bei Augenerkrankungen, gesehen. Sein Name ist auf insgesamt elf Inschriften, alle aus Frankreich, gefunden worden. Eine davon auf einem in Angers (Département Maine-et-Loire, Region Pays de la Loire) gefundenen Weihetäfelchen lautet:
Aug(usto) | Marti Mullon(i) | Tauricus Tauri f(ilius) | v(otum) s(olvit) l(ibens) m(erito)
(„Tauricus, Sohn des  Taurus, erfüllte gerne und verdientermaßen das Gelübde für Augustus Mars Mullo“)
Weitere wichtige Fundorte sind Craon (Département Mayenne), Rennes (Département Ille-et-Vilaine) und Allonnes (Département Sarthe).
Nach der Interpretatio Romana wird er mit Mars gleichgesetzt. Die Etymologie des Namens Mullo ist umstritten, die lateinischen Wörter mulus („Maultier“) oder cumulus („Hügel“) werden neben dem irischen mul („Hügel“, „Haufen“) in Erwägung gezogen. Auch eine proto-Indogermanische Wurzel *mel („Maultier“) wird genannt. Die ausschließliche Erklärung von Mullo als Maultier-Gottheit ist fraglich.
Im Romani, der Sprache der Roma, bezeichnet Mullo einen Untoten, einen Vampir. Ein eventueller Zusammenhang mit dem gallischen Gott ist nicht belegbar.

## Eponyme
Der am 20. November 1984 entdeckte Asteroid (5164) Mullo trägt seit 1996 den Namen der Gottheit.